# Мазер

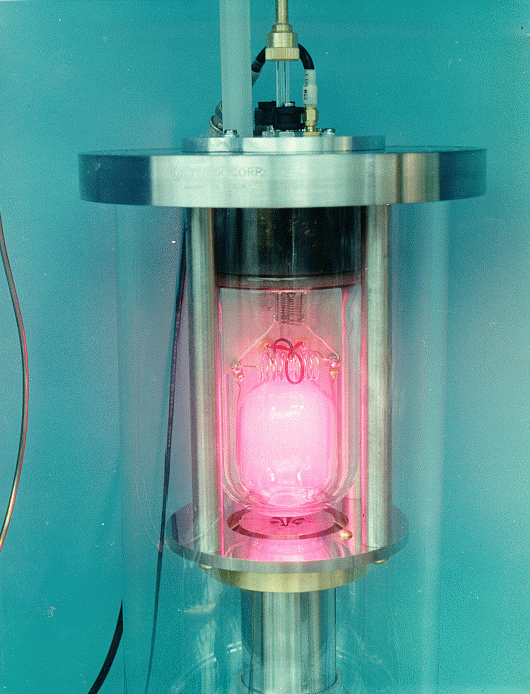
Люмінесцентне світіння водневого мазера, що підтримується фотонами першого елемента Періодичної таблиці під час генерування НВЧ-радіовипромінення.

Мáзер (англ. maser — microwave amplification by stimulated emission of radiation — посилення мікрохвиль за допомогою вимушеного випромінювання) — квантовий генератор, який випромінює когерентні радіохвилі у сантиметровому чи міліметровому діапазоні (довжина хвилі порядку сантиметра).

## Принцип дії
Принцип дії мазера подібний до принципу дії лазера: коли у речовині виникає інверсна заселеність атомних (чи молекулярних) енергетичних рівнів (тобто, коли кількість збуджених атомів (або молекул) на верхньому енергетичному рівні значно перевищує кількість таких же на нижчому енергетичному рівні), стає можливим здійснення стимульованого випромінювання. Тоді середовище не поглинає електромагнітне випромінювання з відповідною довжиною хвилі, а навпаки — підсилює його.

### Спектральний діапазон
Лазерні промені ісують у всіх областях спектру. Електромагнітне випромінювання прийнято розділяти за частотними діапазонами.
| Назва діапазону             | Назва діапазону             | Довжини хвиль, λ | Частота, ν              | Джерела лазерного проміня     |
| --------------------------- | --------------------------- | ---------------- | ----------------------- | ----------------------------- |
| Радіохвилі                  | наддовгі                    | понад 10 км      | до 30 кГц               | Мазери                        |
| Радіохвилі                  | Довгі                       | 10 км — 1 км     | 30 кГц — 300 кГц        | Мазери                        |
| Радіохвилі                  | Середні                     | 1 км — 100 м     | 300 кГц — 3 МГц         | Мазери                        |
| Радіохвилі                  | Короткі                     | 100 м — 10 м     | 3 МГц — 30 МГц          | Мазери                        |
| Радіохвилі                  | Ультракороткі               | 10 м — 1 мм      | 30 МГц — 300 ГГц        | Мазери                        |
| Інфрачервоне випромінювання | Інфрачервоне випромінювання | 1 мм — 780 нм    | 300 ГГц — 429 ТГц       | Твердотільні лазери           |
| Видиме випромінювання       | Видиме випромінювання       | 780—380 нм       | 429 ТГц — 750 ТГц       | Твердотільні лазери           |
| Ультрафіолетове             | Ультрафіолетове             | 380нм — 10нм     | 3× 1014 Гц — 3× 1016 Гц | Газові лазери                 |
| Рентгенівське               | Рентгенівське               | 10 нм — 5 пм     | 3× 1016Гц — 6× 1019 Гц  | Лазер на вільних електронах   |
| Гамма                       | Гамма                       | до 5 пм          | понад 6× 1019 Гц        | Вимушене гамма-випромінювання |

## Застосування
Мазери застосовують у техніці, для космічного зв'язку, у фізичних дослідженнях, а також як квантові еталони частоти.

## Природні мазери

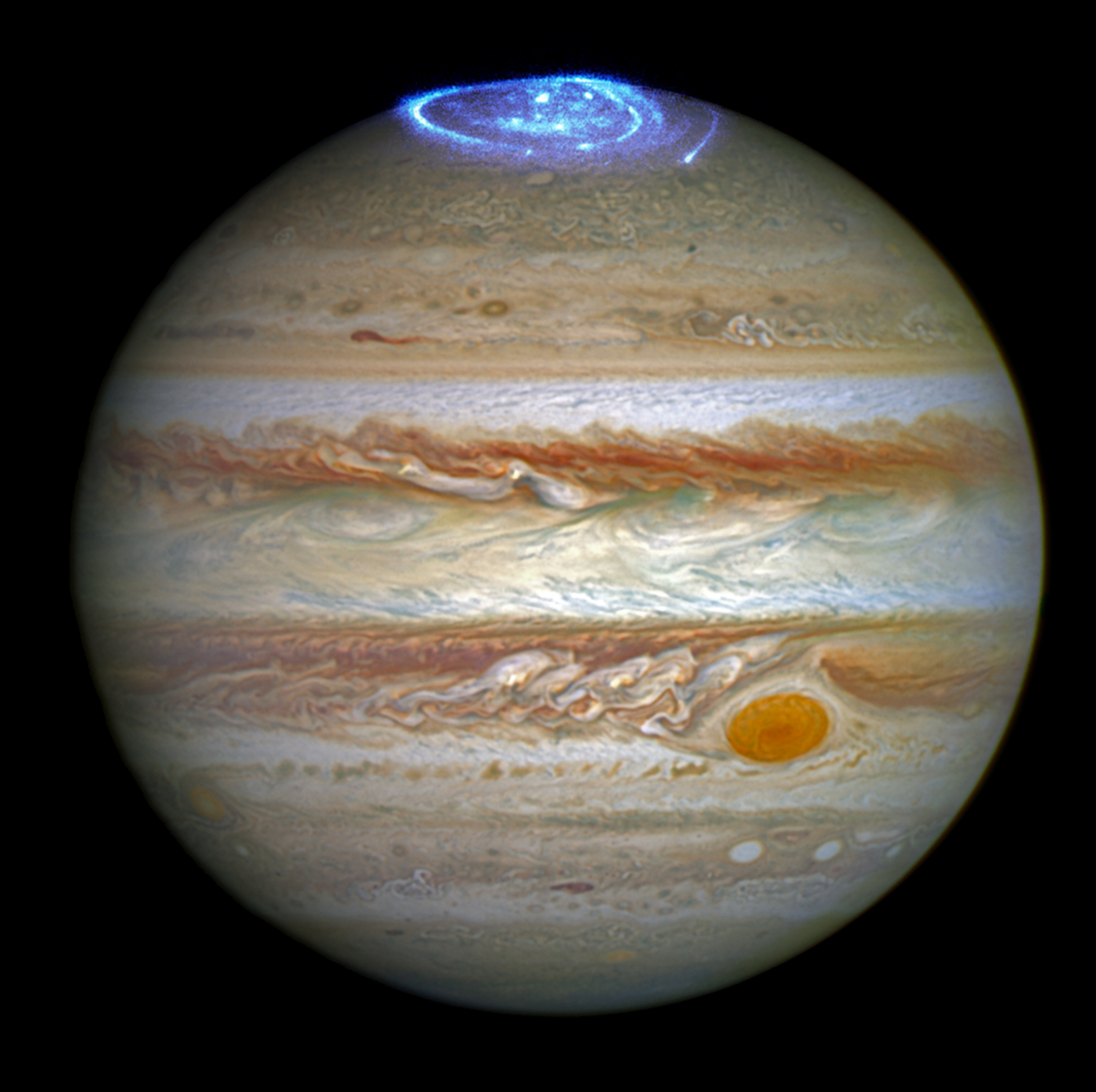
Астрофізичний мазер на північному полюсі Юпітера (Космічний телескоп Хаббл)

Після винаходу вважалося, що мазер — суто людське творіння, проте в 1960-х роках астрономи виявили велетенські космічні мазери, що випромінюють потужні радіолінії з довжиною хвилі 18 см та 1,35 см. У наш час процес відкриття нових космічних мазерів за допомогою деяких потужних космічних телескопів триває постійно. Умови для генерації мазерного випромінювання виникають у компактних молекулярних хмарах (розміром мільйони кілометрів), що містять молекули гідроксилу та води. Накачка мазера відбувається через випромінювання зорі всередині хмари, зіткнення з іншими атомами або хімічні реакції.